# Minamoto no Tameyoshi
Minamoto no Tameyoshi (源 為義, , 1096-17 de agosto de 1156) foi um samurai chefe do Clã Minamoto, e neto de Minamoto no Yoshiie, liderou os Minamoto durante a Rebelião Hōgen. Tameyoshi também foi conhecido como Mutsu Shirō (陸奥 四郎) .
Minamoto no Tameyoshi desde cedo interveio em uma série de conflitos. Em 1113, a rivalidade entre os sohei de Mii-dera e Enryaku-ji se transformou em violência aberta nas ruas de Kyoto. Embora a guarda do palácio se mobilizou rapidamente para proteger o imperador, Tameyoshi chegou primeiro e com um punhado de samurais a cavalo levou a turba para longe do palácio .
Mas onde ficou mais conhecido foi na rebelião Hogen. Com a morte do Imperador Toba seus filhos Go-Shirakawa e Sutoku iniciaram uma luta para ver quem ficava com o Trono do Crisântemo .  
Tameyoshi, líder do clã Minamoto junto com Taira no Tadamasa e Fujiwara no Yorinaga se uniram a Sutoku . 
Já Go-Shirakawa recebeu apoio de Fujiwara no Tadamichi, primogênito do Regente Fujiwara no Tadazane, Minamoto no Yoshitomo, primogênito de Tameyoshi e Taira no Kiyomori, chefe do Clã Taira e sobrinho de Tadamasa .
Após a derrota de Sutoku, Tameyoshi foi levado à tonsura e liberado sob a custódia de seu filho Yoshitomo e então cometeu Seppuku .